# Ternesse VV Wommelgem
K. Ternesse VV Wommelgem is een Belgische voetbalclub uit Wommelgem. De club is aangesloten bij de KBVB met stamnummer 1085 en heeft blauw en geel als clubkleuren. De club speelde in haar bestaan enkele seizoenen in de nationale reeksen.

## Geschiedenis
In 1916 zou de club gesticht geweest zijn door de h.h. Em. Fransen, Henri Hermans en Fl.Verdonck.  Het eerste terrein was gelegen aan de «Tip», tussen de herbergen «De Spiegel» en «De Windwijzer». Toen de stichters zich moesten uitspreken over de benaming van deze bescheiden voetbalclub, viel de keuze op het onmiddellijk nabijgelegen, maar inmiddels verdwenen kasteel «Ternessen», waar eens Napoleon een vakantie doorbracht. Ook toen de vereniging verhuisde naar de Torenstraat (1922), de Sportstraat (1933) en ten slotte naar het gemeentelijke sportcentrum op «Het Scheersel» (1964), bleef het deze naam getrouw.
Na de Eerste Wereldoorlog was er een periode van inactiviteit, om dan officieel gesticht te worden op 2 februari 1922.  En sloot zich in 1927 aan bij de Belgische Voetbalbond, waar men stamnummer 1085 kreeg. De club ging er spelen in de gewestelijke reeksen.
Tal van heerlijke herinneringen heeft het Ternesse van «vroeger» nagelaten met de glorievolle jaren tussen 1929 en 1935, waarbij sommige spelers (o.a. Jef en Staf De Win, Bert De Bruyn, Jos Peers, Tollenaere, Stan Weyers, Nicolas Van Laer en andere) een haast legendarische naam verwierven.
De club klom al gauw op en in 1933 bereikte men al de nationale bevorderingsreeksen, in die tijd het derde niveau. Ternesse VV kon er zich handhaven en kende een sterk tweede seizoen. In 1935 eindigde men immers op een gedeelde tweede plaats, op amper twee punten van reekswinnaar FC Duffel. De club kon dit resultaat niet herhalen en nog een jaar later eindigde men op twee na laatste. In 1936 degradeerde Ternesse zo na drie jaar nationaal voetbal weer naar de provinciale reeksen. De club keerde pas in 2012 terug in de nationale reeksen.
In 2021 gaf Walter Van Der Plaetsen, de fakkel over na 30 jaar voorzitterschap.

## Palmares
Eerste Provinciale Antwerpen
kampioen: 2012, 2017 
Tweede Provinciale Antwerpen
kampioen: 2008
Beker van Antwerpen
winnaar: 2003, 2017
Jeugd
- JeugdCup Nieuwsblad Antwerpen U8 : 2022
- JeugdCup Nieuwsblad Antwerpen U9 : 2022
- JeugdCup Nieuwsblad Vlaanderen U9 : 2022
- JeugdCup Nieuwsblad Antwerpen U13 : 2013
- JeugdCup Nieuwsblad Antwerpen U15 : 2013
- JeugdCup Nieuwsblad Antwerpen U17 : 2015
- MW Silver Cup Vlaanderen U11 : 2022

## Resultaten
| Seizoen | Klasse | Klasse | Klasse | Klasse | Klasse | Klasse | Klasse | Klasse | Klasse | Reeks                                                    | Punten                                                   | Opmerkingen                                                      |
|         | I      | I      | II     | III    | IV     | P.I    | P.II   | P.III  | P.IV   |                                                          |                                                          |                                                                  |
| ------- | ------ | ------ | ------ | ------ | ------ | ------ | ------ | ------ | ------ | -------------------------------------------------------- | -------------------------------------------------------- | ---------------------------------------------------------------- |
| 2009/10 |        |        |        |        |        |        | 3      |        |        | Tweede prov. Antw. A                                     | 55                                                       |                                                                  |
| 2010/11 |        |        |        |        |        |        | 3      |        |        | Tweede prov. Antw. A                                     | 59                                                       | Promotie via eindronde                                           |
| 2011/12 |        |        |        |        |        | 1      |        |        |        | Eerste prov. Antw.                                       | 58                                                       | Promotie naar vierde klasse als kampioen                         |
| 2012/13 |        |        |        |        | 17     |        |        |        |        | Vierde klasse C                                          | 19                                                       |                                                                  |
| 2013/14 |        |        |        |        |        | 11     |        |        |        | Eerste prov. Antw.                                       | 41                                                       |                                                                  |
| 2014/15 |        |        |        |        |        | 4      |        |        |        | Eerste prov. Antw.                                       | 44                                                       |                                                                  |
| 2015/16 |        |        |        |        |        | 4      |        |        |        | Eerste prov. Antw.                                       | 51                                                       |                                                                  |
|         | 1A     | 1B     | 1Am    | 2Am    | 3Am    | P.I    | P.II   | P.III  | P.IV   | Vanaf 2016-17 zijn er 3 nationale en 2 regionale niveaus | Vanaf 2016-17 zijn er 3 nationale en 2 regionale niveaus | Vanaf 2016-17 zijn er 3 nationale en 2 regionale niveaus         |
| 2016/17 |        |        |        |        |        | 1      |        |        |        | Eerste prov. Antw.                                       | 64                                                       | Promotie naar derde klasse amateurs als kampioen                 |
| 2017/18 |        |        |        |        | 12     |        |        |        |        | Derde klasse Am.                                         | 34                                                       |                                                                  |
| 2018/19 |        |        |        |        | 13     |        |        |        |        | Derde klasse Am.                                         | 33                                                       | Verlies in de eindronde voor degradatie tegen KSV Oostkamp (2-1) |
| 2019/20 |        |        |        |        |        | 9      |        |        |        | Eerste prov. Antw.                                       | 33                                                       |                                                                  |
| 2020/21 |        |        |        |        |        | -      |        |        |        | Eerste prov. Antw.                                       | -                                                        | Seizoen geschrapt wegens Covid-19                                |
| 2021/22 |        |        |        |        |        | 5      |        |        |        | Eerste prov. Antw.                                       | 59                                                       |                                                                  |
| 2022/23 |        |        |        |        |        | 5      |        |        |        | Eerste prov. Antw.                                       | 48                                                       |                                                                  |
| 2023/24 |        |        |        |        |        | 16     |        |        |        | Eerste prov. Antw.                                       | 8                                                        | Degradatie                                                       |
| 2024/25 |        |        |        |        |        |        | 13     |        |        | Tweede prov. Antw. A                                     | 32                                                       |                                                                  |
| 2025/26 |        |        |        |        |        |        |        |        |        | Tweede prov. Antw. A                                     |                                                          |                                                                  |

## Bekende oud-spelers
- René Geuns (1933-1938) - Antwerp FC (1938-1951), AS Oostende (1951-1956)
- Louis De Ridder
- Bart De Corte (1e elftal)
- Michaël Heylen (jeugd)
- Bob Peeters (jeugd)
- Nicolas Rommens (jeugd)
- Koen Caluwé (jeugd + 1e elftal)